# Rocco Vata
Rocco Vata, né le 18 avril 2005 à Glasgow, est un footballeur irlandais qui évolue au poste de milieu offensif au Watford FC.

## Biographie

### Carrière en club
Né à Glasgow, Rocco Vata est le fils de l'ancien footballeur Rudi Vata, international albanais et joueur du Celtic, club que Rocco rejoint à l'âge de sept ans. Il y signe son premier contrat professionnel en juillet 2021.
S'illustrant d'abord en équipes de jeunes, notamment en UEFA Youth League, Vata fait ses débuts en équipe première le 28 décembre 2022, remplaçant Matt O'Riley, lors d'une victoire 4-0 contre le Hibernian FC à Easter Road,.
Le 5 juillet 2024, il rejoint Watford.

### Carrière en sélection
Vu son père albanais, sa grand-mère maternelle irlandaise et sa naissance en Écosse, Vata est sélectionnable dans les trois équipes nationales : suivi par l'Écosse et n'envisageant pas de jouer avec l'Albanie en son début de carrière, c'est avec la république d'Irlande qu'il joue d'abord en équipes de jeunes,,,.  

## Palmarès
| Celtic FC (1) - Championnat d'Écosse - Champion en 2022-23 |